# Польские хроники
Польские хроники — памятники исторической мысли Польши.
Историография появляется в Польше с введением христианства. Первоначально исторические события вместе с другими, которые почему-либо казались достопримечательными, заносились в так называемые циклы. Это были таблицы подвижных праздников, составляемые в каждой церкви и монастыре; свободные в них места заполнялись изложением достопримечательных событий. Впоследствии стали составлять особые анналистические таблицы, которые можно было найти не только в церквах и монастырях, но и в значительнейших городах.
Наибольшего развития достигают эти летописные записи в XIII веке. Первая настоящая хроника появляется в начале XI века. В ней, как и в других хрониках, истина очень часто смешивается с вымыслом.

## Издания
- Летописные записки вошли в состав II и III томов сборника «Monumenta Poloniae historica», изд. Авг. Белевским.

## Источник
- Хроники польские // Энциклопедический словарь Брокгауза и Ефрона : в 86 т. (82 т. и 4 доп.). — СПб., 1890—1907.